# Loxomantis indica
Loxomantis indica är en bönsyrseart som beskrevs av Giglio-tos 1914. Loxomantis indica ingår i släktet Loxomantis och familjen Toxoderidae. Inga underarter finns listade i Catalogue of Life.